# Toquí citrí
El toquí citrí o toquí groguenc (Atlapetes citrinellus) és un ocell de la família dels passerèl·lids (Passerellidae).

## Descripció
Mesura 17 cm i d'adult pesa 28 g. Ocell robust de color verdós molt característic en la zona de distribució. Bec petit, llista superciliar i “bigotera” són de color groc clar i la regió malar és negre.

## Hàbitat i distribució
Habita els espessos matolls dels Andes, al nord-oest de l'Argentina en altituds d'entre els 700 i els 2400 m.

## Etimologia
El nom «Atlapetes» deriva del grec antic “Atles” que en la mitologia grega va ser un tità que va ser convertit en una muntanya. «Pets» deriva també del grec antic i significa “ocell”. L'epítet «citrinellus» prové del grec antic i significa “color llimona”.